# Demodulátor

Demodulátor áramköri jele

A demodulátor olyan eszköz, amely demodulációt végez, vagyis a modulált jelből leválasztja a modulálójelet.

## Demodulátorok csoportosítása

### A demoduláció típusa alapján

#### Amplitúdómodulált jelek demodulálására használt demodulátorok
- Diódás demodulátor
- Tranzisztoros demodulátor
- Ellenütemű demodulátor

#### Szögmodulált (frekvencia- illetve fázismodullált) jelek demodulálására használt demodulátorok
- Elhangolt rezgőkörös demodulátor
- Amplitúdódiszkriminátor
- Aránydetektor
- Fázisdiszkriminátor

### Felépítés alapján

#### Passzív demodulátor
Olyan demodulátor, amely nem végez jelerősítést, így (a diódák előfeszítését leszámítva) nem igényel tápfeszültséget. Passzív áramköri elemekből, és diódákból van kialakítva. A legtöbb analóg demodulátor passzív demodulátor.

#### Aktív demodulátor
Olyan demodulátorkapcsolás, amely erősítőelemet tartalmaz, működése tápfeszültséget igényel.
- Audion
- Tranzisztoros demodulátor

### Működés alapján

#### Analóg demodulátorok
A jel fizikai tulajdonságaival összeegyeztetett, megfelelő fizikai tulajdonságokkal rendelkező áramköri elemekkel megvalósított kapcsolás.

#### Digitális demodulátorok
A kvantált, digitalizált modulált jelből a demoduláció processzor által, program alapján történik.
- SDR

## Általános jellemzői
A jelátvitel a gyakorlatban zajos csatornán történik és az eszközök sem ideálisak, ezért a - kimenetén az eredeti információt hordozó jelen kívül a zaj is fellép. Ezért a demodulátor teljes jellemzéséhez ismerni kell a kimeneti spektrumot, valamint a - kimenetén és bemenetén levő - jel-zaj viszony közötti kapcsolatot.